# Turko kasztanowaty
Turko kasztanowaty (Pteroptochos castaneus) – gatunek średniej wielkości ptaka z rodziny krytonosowatych (Rhinocryptidae). Występuje w centralnym Chile oraz przylegającym obszarze Argentyny. Niezagrożony wyginięciem.

## Taksonomia
Gatunek opisali po raz pierwszy Rodolfo Amando Philippi i Christian Ludwig Landbeck w 1864 roku, pod akceptowaną obecnie przez IOC nazwą Pteroptochos castaneus. Holotyp zebrano w prowincji Colchagua (region Libertador, Chile), na wysokości około 1500 m n.p.m. Tworzy nadgatunek z turko czarnogardłym (P. tarnii), wobec którego jest gatunkiem siostrzanym. Dawniej uznawane były za jeden gatunek. Rzeka Biobío nie stanowi wystarczającej bariery geograficznej i przedstawiciele obu gatunków mogą mieć ze sobą kontakt. Badania mitochondrialnego DNA wykazały, że między oboma gatunkami przez około 3 mln lat zachodziła izolacja genetyczna. Różnią się również znacznie w głosie. Turko kasztanowaty to gatunek monotypowy.

## Morfologia
Długość ciała wynosi około 23 cm. Czoło, brew, niższa część grzbietu i kuper aż do pokryw nadogonowych kasztanowe. Kuper i pokrywy nadogonowe pokrywają niewyraźne ciemne pasy. Tylna część głowy, pokrywy uszne i górna część grzbietu łupkowoszare. Sterówki łupkowoczarne. Skrzydła ciemnobrązowe. Pokrywy skrzydłowe duże posiadają płowe zakończenia, tworzące pas tej barwy. Gardło i pierś kasztanowe, pozostała część spodu ciała pokryta czarniawymi i jasnorudymi paskowaniem i łuskowaniem. Tęczówka ciemnobrązowa. Występuje naga obrączka oczna o barwie jasnoróżowej. Nogi i dziób czarne. Masa ciała samców wynosi 158–185 g, zaś samic 130–175 g.
U osobników młodocianych czoło pokryte czarnymi pasami, po bokach głowy występuje domieszka czarnej barwy. Duże pokrywy skrzydłowe prócz płowego tworzą również czarny pas. Na piersi i gardle występują nieregularne czarne plamy, zaś reszta spodu ciała czarnobrązowa z białawymi i jasnocynamonowymi plamami i paskami.

## Zasięg występowania
Turko kasztanowaty zasiedla centralne Chile, od południowej prowincji Colchagua po rzekę Biobío oraz bezpośrednio do tych terenów przylegającą część Argentyny, w prowincji Neuquén. Środowisko życia stanowią wilgotne lasy, ich obrzeża i zadrzewienia wtórne. W Argentynie spotykany w lasach bukana Nothofagus obliqua z obecnością skał, także zbiorowisk kamieni na obrzeżach strumieni, i łagodnych zbocz porośniętych bambusami Chusquea culeou. W Chile spotykany również w nieco suchszych lasach z obecnością Austrocedrus chilensis. Spotykany od poziomu morza do 1600 m n.p.m.

## Głos
Pieśń turko kasztanowatego wykonywana jest w duecie o świcie lub zmierzchu, rzadko w ciągu dnia. Składa się z 5–7-sekundowej serii 22–31 dźwięków o częstotliwości 420–550 Hz. Głos ostrzegawczy donośny, jest to 1–4 dźwięków huet o częstotliwości 1 kHz, powtarzanych w odstępach 1–2 sekundowych. Do pozostałych głosów należy powtarzana, gwałtowna seria 2–6 nosowych łek! o częstotliwości 2,4 kHz; pojedyncze łek!, powtarzane co 3–9 sekund; ostry, nosowy dźwięk, po którym następują głębokie, dudniące pohukiwania łek! łuk łuk łuk. Śpiewa ze skały lub gęstej roślinności w niższej części drzewa.

## Pożywienie
Doniesiono, że turko kasztanowaty zjada chrząszcze i ich larwy oraz nasiona. Żeruje na ziemi lub blisko niej, niekiedy drapie w ziemi jak turko czarnogardły (P. tarnii), zaś czasami siada na wyeksponowanych kamieniach jak turko wąsaty (P. megapodius).

## Lęgi
Okres składania jaj przypada na listopad i grudzień. Gniazdo stanowi otwarty kubeczek z miękkiej trawy, umieszczony na końcu długiego na 0,5–2 m tunelu wykopanego w skarpie, niekiedy w dziupli drzewa. Zniesienie liczy 2 jaja o wymiarach około 35,6 × 27,9 mm; pozostałe dane nieznane.

## Status
Przez IUCN od 2000 roku gatunek klasyfikowany jest jako najmniejszej troski (LC, Least Concern). Liczebność populacji nie została oszacowana, ale ptak ten opisywany jest jako rzadki. Trend liczebności populacji jest oceniany jako spadkowy. Występuje na terenie Endemic Bird Area o nazwie Central Chile. Z obszarów chronionych w Chile stwierdzony m.in. w PN Laguna del Laja, zaś w Argentynie w rezerwacie Lagunas de Epulafquen.